# Amos 2
Amos 2 – izraelski satelita telekomunikacyjny wystrzelony 27 grudnia 2003 na pokładzie rakiety Sojuz-FG z rosyjskiego kosmodromu Bajkonur w Kazachstanie. Jego właścicielem jest operator Spacecom.
Amos 2 posiada jedenaście transponderów pasma Ku. Przy starcie ważył 1360 kg, w tym 450 kg paliwa w postaci gazowej (monometylohydrazyna oraz specjalna mieszanina MON-3). Do napędu służą małe silniczki, którymi regulowana jest wysokość orbity. Czas pracy tego satelity został ustalony na 13 lat.
Satelita ma kształt prostopadłościanu. Jest stabilizowany trójosiowo, do stabilizacji używa sensorów Słońca, Ziemi i kół reakcyjnych. Rozpiętość paneli baterii słonecznych Amosa 2 wynosi ok. 11 m. Na początku pracy satelity generowały one 2400 W mocy, pod koniec misji mają generować 1850 W. Akumulatory Ni-Cd gromadzą 24 Ah.
Amos 2 pracuje na orbicie geostacjonarnej na pozycji 4°W. Obsługuje klientów w trzech regionach usług:
- Bliski Wschód (wliczając w to Izrael)
- Europa
- wschodnie wybrzeże USA

Przekazuje bezpośrednie transmisje TV i radiowe, usługi internetowe oraz zapewnia transmisję danych do sieci informacyjnych.

## Polskie kanały kodowane na satelicie Amos 2
- HBO
- HBO 2
- HBO Comedy